# Ananda (templo)
O Templo de Ananda  localizado em Pagã, Mianmar é um templo budista construído em 1105 durante o reinado do rei Kyanzittha (1084-1113) do Reino de Pagã. É um dos quatro maiores templos em Pagã. A disposição templo é em cruciforme com vários terraços que conduzem a um pequeno pagode no topo, coberto por um guarda-chuva conhecido como hti, que é o guarda-chuva ou enfeite encontrado no topo em quase todos os pagodes em Mianmar.[carece de fontes?]
O templo possui quatro estátuas de Buda em pé, voltados para as quatro direções cardeais. É considerado uma maravilha arquitetônica, com uma fusão do estilo da arquitetura mom e indiana. O impressionante templo também foi intitulado de "Abadia de Westminster da Birmânia".

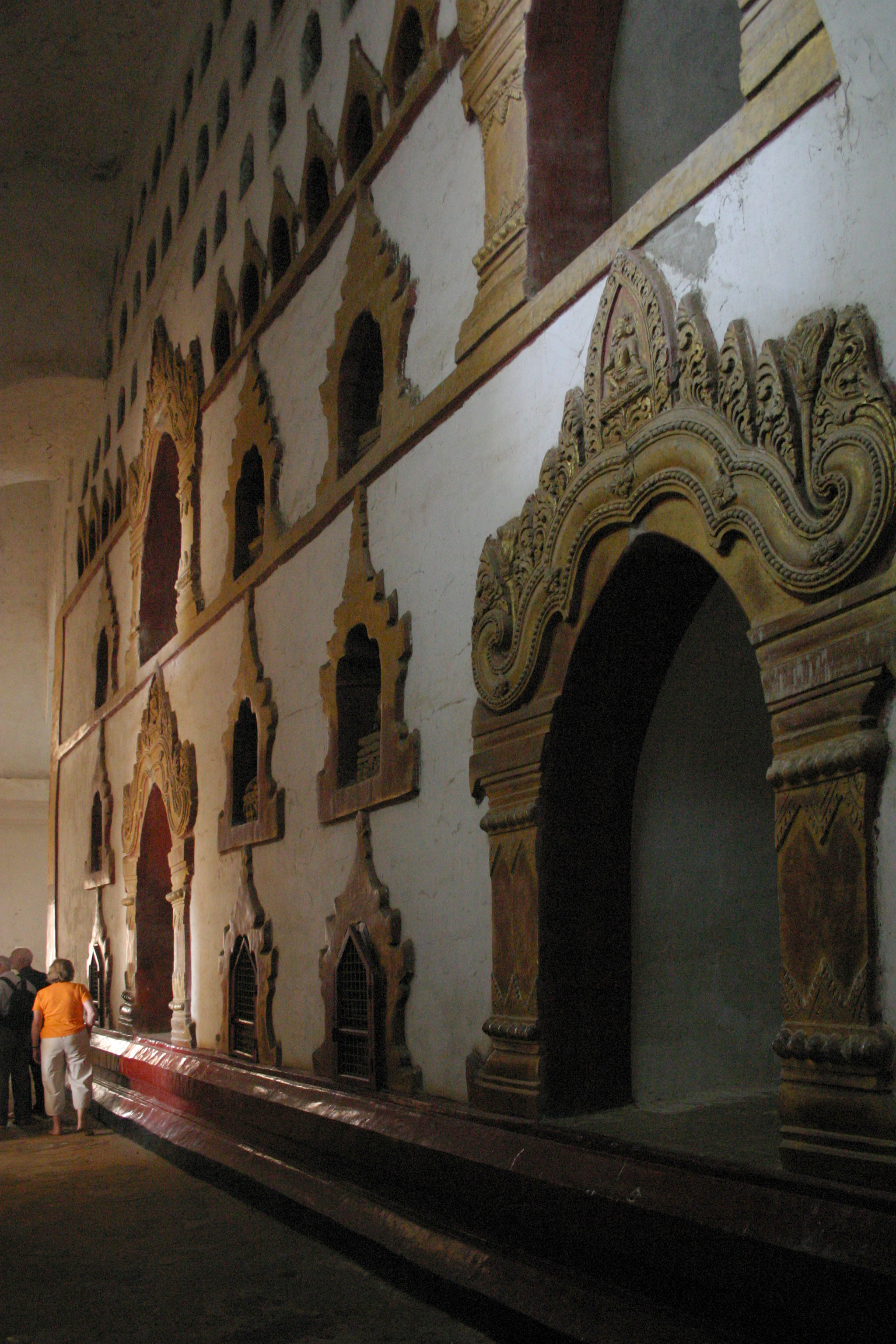
Afrescos de Buda, mostrando vários eventos do nascimento até à morte, e cobrindo uma das paredes internas.

O templo Anada tem similaridade com o templo Pathothamya do século X e XI, e também é conhecido como "verdadeiro museu de pedras".
O templo foi parcialmente destruído no terremoto de 1975. No entanto, foi totalmente restaurado sendo um dos templo altamente reverenciados de Pagã.